# Gandalf (mitología)
En la mitología nórdica, Gandalf es un Dvergr (enano), que aparece en el poema Völuspá de la Edda poética.
El nombre deriva de las palabras en nórdico antiguo gandr (vara) y álfr (elfo), es decir, un espíritu protector que esgrime una vara, tal vez una varita mágica. Cf. lat. "gandus", esp. "gandul".
En sus obras ficticias, J. R. R. Tolkien nombró a su mago Gandalf por el Dvergr.